# Nothria occidentalis
Nothria occidentalis är en ringmaskart som beskrevs av Fauchald 1968. Nothria occidentalis ingår i släktet Nothria och familjen Onuphidae. Inga underarter finns listade i Catalogue of Life.